# Бонго Ондимба, Эдит-Люси
Эдит-Люси Бонго Ондимба (фр. Édith Lucie Bongo Ondimba; 10 марта 1964, Браззавиль, Республика Конго — 14 марта 2009, Рабат, Марокко) — первая леди Габона (4 августа 1989 — 14 марта 2009), третья жена президента Эль-Хаджа Ома́ра Бо́нго Онди́мбы, врач-педиатр, известный борец со СПИДом.

## Биография
Представитель народности Мбоши. Христианка. Старшая дочь конголезского президента Сассу-Нгессо. По сообщениям Reuters, её брак с президентом Бонго с политической точки зрения рассматривался как пример успешного сотрудничества между двумя странами. Окончила Университет Мариан Нгуаби в Браззавиле.
Участвовала в создании форума первых леди Африки по борьбе со СПИДом, основала ассоциации для детей и людей с ограниченными способностями.
Умерла в возрасте 45 лет по неустановленной причине. Похоронена в Эду, Республика Конго, после короткой религиозной церемонии, на которой присутствовали семь лидеров африканских стран.
Президент Эль-Хадж Ома́р Бо́нго Онди́мбаса умер 8 июня 2009 года, почти через три месяца после смерти Эдит-Люси, в клинике г. Барселона, Испания.
В браке родилось двое детей, Омар Дени и Ясин Квини.